# ホイットアーチェリー
ホイットアーチェリー（HOYT Archery、ホイット社）は、ユタ州ソルトレイクシティに拠点を置くアメリカのリカーブボウとコンパウンドボウのメーカー。同社の競技用リカーブボウはオリンピックでも頻繁に使用され、 2012年夏季オリンピックの個人アーチェリーの金メダリストは全員がホイット製のリカーブボウを使用した。また、ホイット社はイーストン＝ベル・スポーツ(その前はイーストン・スポーツ)が所有する子会社である。

## 歴史
ホイット社は1931年にミズーリ州セントルイスでアール・ホイットとその息子によって設立され、手作りの杉の矢と木製の弓を製造したのが始まりだとされている。
1983年にホイット社はカリフォルニア州を拠点とするスポーツ用品メーカーのイーストン社に買収され、本社はソルトレイクシティに移転した。
ホイット社はイーストン家が所有するイーストン・スポーツの子会社であった。だが、イーストン・スポーツは合併され、現在はイーストン＝ベル・スポーツが親会社である。

## アール・ホイット
アール・ホイット（Earl Hoyt）は、ホイット・アーチェリーの創設者、所有者、社長であり、1911年にミズーリ州セントルイスに生まれ、1931年にホイット・アーチェリーを設立した。

## ホイット社所有の特許・独自システム
ベアボウ用特殊ウェイト：ベアボウでは、スタビライザーなどの一般的なウェイトを使用できない。そのため、弓本体(ハンドル)に取り付けできる特殊形状のウェイトがある。
ゼロトルクハイパーカム：これは特許出願中の設計で、ケーブルによって発生するトルクを低減します。このカムシステムは、スプリットケーブルシステムを組み込むことでバランスの取れた負荷を生み出し、スムーズで高速な動作を実現し、カムが回転すると最大限に力を増幅し、効果的にトルクを解放することができる。
ゼロトルクケーブルガードシステム：このケーブルガイドは逆向きに取り付けられており、通常のケーブルガイドによって発生するトルクを逆方向に向けることができます。つまり、カムによって発生するトルクは中和され、弓の調整や照準と的の位置合わせが容易になる。
X3カム＆½：カムシステム。0.5インチ単位で調整可能。このカムは、65％または75％のレートオフで使用でき、バックウォールが軽いため、従来型カムよりも滑らかである。
X-Lite Prolockポケット：ボルトポケットー。スタビライザーとリムの接続による公差を減らし、弓の精度と精密性がさらに高められる。この部分の公差をできるだけ小さくすることは、弓の精度と精密性にとって非常に重要である。
X-Actグリップ：このグリップは、ユーザーが常に同じ正しい位置に手を置くことができるように設計されている。正しい手の配置は、正確で一貫したショットを確実にするために重要で、Hoytのエンジニアは、最高の手の配置がしやすくなるようにグリップを作成した。
Ultraflexリムシステム：このリムシステムはカムシステムと連動して、一貫したヘッドポジションを実現し、このシステムにより、30.5インチの車軸間弓が34インチの車軸間長さの弓のように感じられるという。

## 映画作品での使用
ホイット社のバッファロー狩猟用リカーブボウは、映画『アベンジャーズ』での登場人物であるダークアイ役や『ハンガー・ゲーム』の登場人物のカットニス・エヴァディーン役が映画内で使用した。
また、ホイット社のゲームマスターⅡは、『アベンジャーズ/エイジ・オブ・ウルトロン』でダークアイ役が使用した。
その他にも、ホイット社のスペクトラ弓は、 『ランボー/怒りの脱出』と『ランボー3』でジョン・ランボー役が使用した主要な武器の一つである。また、映画の中で彼は爆発性の矢じりを先端につけた矢を使用する。